# Eichelhardt
Eichelhardt ist eine Ortsgemeinde im Landkreis Altenkirchen (Westerwald) in Rheinland-Pfalz. Sie gehört der Verbandsgemeinde Altenkirchen-Flammersfeld an.

## Geographische Lage
Eichelhardt liegt etwa 5 km nordöstlich von Altenkirchen an der Bundesstraße 256 Richtung Wissen. Die Bezeichnung „Erzstraße“ für die B 256 erinnert noch heute an die Bedeutung dieses früheren Transportweges für in der Gegend gefördertes Erz.
Zu Eichelhardt gehört der westlich liegende Wohnplatz „Hof Talblick“.

Nachbarorte sind Bruchertseifen im Norden, Giesenhausen im Südosten, Volkerzen im Westen und Racksen im Nordwesten.

## Geschichte
Der Ort wurde lange Zeit durch den Bergbau geprägt. Am Ort der Grube Petersbach ist bereits für die Zeit vor 1674 und erneut 1770 Bergbau nachgewiesen. Sie wurde seitdem in unterschiedlicher Intensität genutzt, im Jahr 1891 stillgelegt und 1899 wiedereröffnet. Endgültig wurde die Grube 1937 stillgelegt, sie war mit einer Tiefe von 1.025 Metern und fast 600 Mitarbeitern eine der bedeutendsten Erzgruben im Kreis Altenkirchen.
Eichelhardt gehörte landesherrlich zur Grafschaft Sayn. Die Einwohner wurden nach der Einführung der Reformation in der Grafschaft Sayn erst lutherisch und später reformiert. Nach der Landesteilung der Grafschaft Sayn im 17. Jahrhundert zählte Eichelhardt zur Grafschaft Sayn-Altenkirchen. Innerhalb der Grafschaft gehörte Eichelhardt zum Kirchspiel Altenkirchen, das auch eine weltliche Verwaltungseinheit darstellte und die niedere Gerichtsbarkeit ausübte. 1787 wurden in Eichelhardt 19 Haushaltungen gezählt.
Im Jahr 1803 wurde die Grafschaft und damit Eichelhardt im Reichsdeputationshauptschluss dem Fürstentum Nassau-Usingen zugesprochen, das 1806 im Herzogtum Nassau aufging. Infolge der auf dem Wiener Kongress (1815) getroffenen Beschlüsse sowie aufgrund eines zwischen Nassau und Preußen abgeschlossenen Vertrages wurden die beiden vormals saynischen Grafschaften an das Königreich Preußen abgetreten.
Unter der preußischen Verwaltung gehörte Eichelhardt zur Bürgermeisterei Altenkirchen im 1816 neu gebildeten gleichnamigen Kreis im Regierungsbezirk Koblenz, der von 1822 an zur Rheinprovinz gehörte.
Bevölkerungsentwicklung
Die Entwicklung der Einwohnerzahl von Eichelhardt, die Werte von 1871 bis 1987 beruhen auf Volkszählungen:
| Jahr | Einwohner |
| 1815 | 129       |
| 1835 | 169       |
| 1871 | 262       |
| 1905 | 287       |
| 1939 | 338       |
| 1950 | 415       |

| Jahr | Einwohner |
| 1961 | 408       |
| 1970 | 410       |
| 1987 | 394       |
| 1997 | 444       |
| 2005 | 482       |
| 2023 | 514       |

## Politik

### Gemeinderat
Der Gemeinderat in Eichelhardt besteht aus zwölf Ratsmitgliedern, die bei der Kommunalwahl am 9. Juni 2024 in einer Mehrheitswahl gewählt wurden, und dem ehrenamtlichen Ortsbürgermeister als Vorsitzendem. Bis zur Wahl 2019 bestand der Gemeinderat aus acht Mitgliedern. Die Erhöhung ergab sich nach rheinland-pfälzischem Wahlrecht durch die auf über 500 gestiegene Einwohnerzahl.

### Bürgermeister
Rainer Zeuner wurde am 17. Juli 2019 Ortsbürgermeister von Eichelhardt. Bei der Direktwahl am 26. Mai 2019 war er mit einem Stimmenanteil von 89,27 % für fünf Jahre gewählt worden. Zeuner ist Nachfolger von Friedhelm Höller. Bei der Direktwahl am 9. Juni 2024 wurde Zeuner als einziger Bewerber mit 77,7 % für weitere fünf Jahre wiedergewählt.

### Wappen und Flagge
Die Ortsgemeinde Eichelhardt führt ein Wappen, eine Hissflagge und ein Banner.
Wappen
| | Blasonierung: „In Rot goldene Eichel über erniedrigter, eingeschweifter goldener Spitze, darin schwarzer Hammer und Schlägel gekreuzt.“ |
| Wappenbegründung: Das Wappen versinnbildlicht den Namen der Kommune in einem redenden Wappen. Der Ortsname Eichelhardt ist einzigartig in Deutschland und bezeichnet einen Bergwald oder einen Hügel mit Eichen. Die Eichel symbolisiert den namensgebenden Eichenwald. Die erniedrigte, eingeschweifte Spitze deutet den Namensbestandteil „-hardt“ als Bezeichnung für einen Berg oder großen Hügel mit Wald an. Aus der Kombination entsteht symbolisch der Ortsname „Eichelhardt“. Die Werkzeuge Hammer und Schlägel nehmen auf den Bergbau in der Kommune Bezug, der mit der Grube Petersbach in Eichelhardt bis in das 17. Jahrhundert zurückreicht. Die Tingierung bezieht sich mit Rot und Gold auf die Wappenfarben der Grafen von Sayn und bringt die Zugehörigkeit der Kommune zur Grafschaft Sayn und nach der Landesteilung im 17. Jahrhundert zur Grafschaft Sayn-Altenkirchen zum Ausdruck. Durch schwarze Hammer und Schlägel, goldene Eichel und roten Schild ergibt sich eine Kombination aus Schwarz, Rot und Gold, woraus eine Verbindung zur Landesflagge von Rheinland-Pfalz sowie zur Bundesflagge der Bundesrepublik Deutschland entsteht, denen die Ortsgemeinde Eichelhardt gegenwärtig angehört. | |

Flagge

Hissflagge
Banner

Flaggenbeschreibung: „Hissflagge sowie Banner, Hängeflagge und hochrechteckige Hissflagge gelb-rot waagerecht gestreift, das Wappen der Ortsgemeinde Eichelhardt mittig so aufgelegt, dass die Enden der eingeschweiften Spitze links und rechts auf die Trennlinie der Flaggenstreifen treffen.“
Begründung: Die Flaggen betonen durch die schlichte zweifarbige Anordnung das redende Wappen mit dem symbolisch zum Ausdruck gebrachten Ortsnamen, der durch die einfache zweifarbige Einfassung herausgestellt wird. Die Farbgebung der Flaggen nimmt die Flaggenfarben der übergeordneten Verbandsgemeinde Altenkirchen-Flammersfeld und des Landkreises Altenkirchen auf und stellt mit den schwarz-rot-goldenen Farben des Wappens einen Bezug zur rheinland-pfälzischen Landesflagge und zur deutschen Flagge her, zu denen Eichelhardt zählt.

## Wirtschaft und Infrastruktur
Neben einigen Nebenerwerbslandwirten bestimmen mittelständische Betriebe die Erwerbsstruktur. Die Eifelwerk Präzisionsgusstechnik GmbH ist eine Gießerei für Leichtmetallgusserzeugnisse und Metallweiterverarbeitung für diverse Branchen. Die Gebrüder Schumacher GmbH ist ein Zulieferer für Maschinen und Fahrzeuge der Landwirtschaftstechnik. 

## Kulturdenkmäler

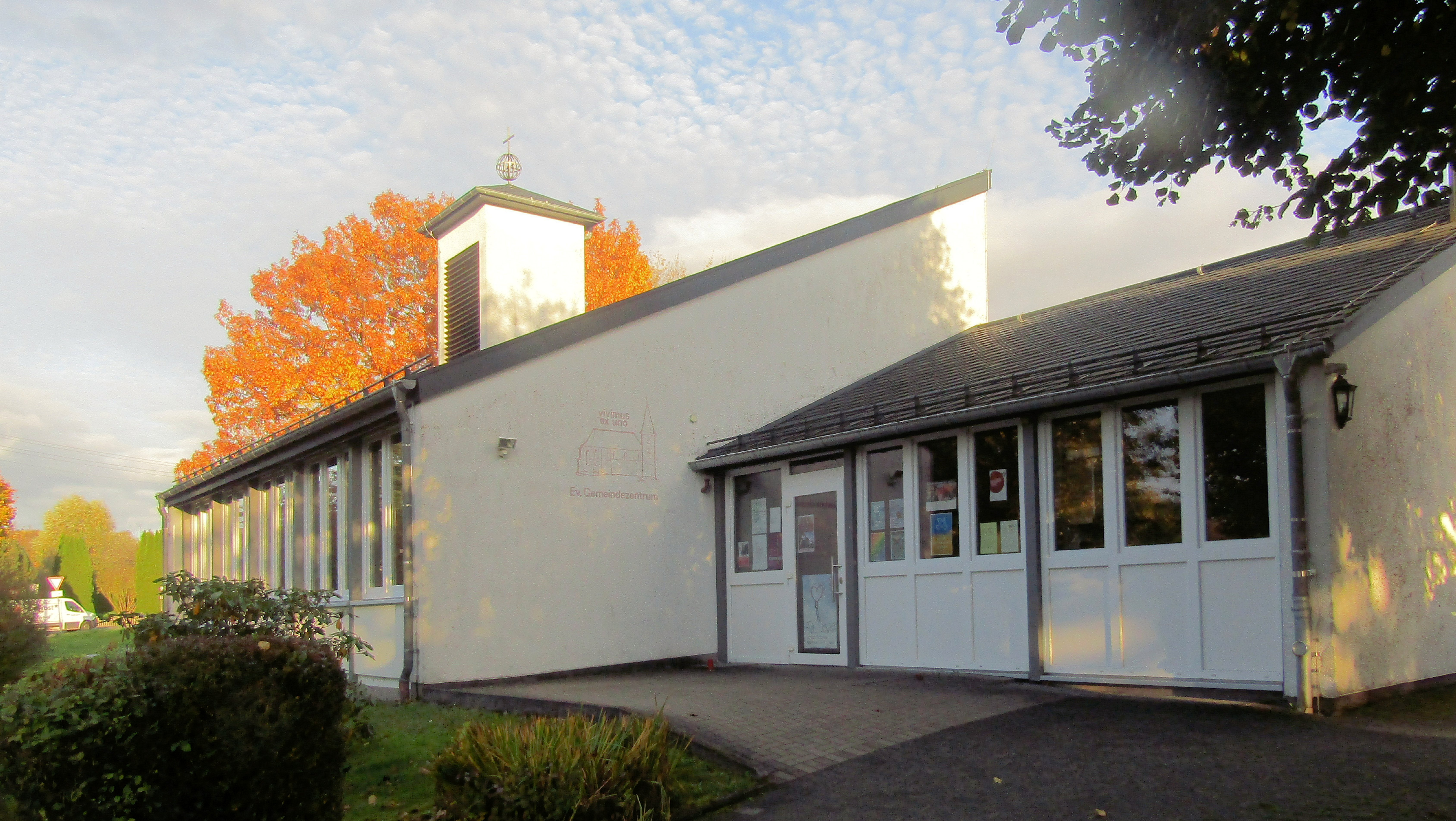
Evangelische Kirche Eichelhardt

Liste der Kulturdenkmäler in Eichelhardt

## Persönlichkeiten
- Frank Herzog (1949–2022), Maler, Bildhauer und Zeichner
- Jan Schlaudraff (* 1983), Fußballspieler